# Мацігура Володимир Васильович
Володимир Васильович Мацігура (рос. Владимир Васильевич Мацигура нар. 14 травня 1975, Київ, УРСР) — український футболіст, захисник, згодом — російський тренер. Працював тренером школи-інтернату краснодарської «Кубані» (команда 1997 року народження). Має також російське громадянство.

## Клубна кар'єра
Розпочав виступати в аматорському клубі «Динамо-3» з Києва, в чемпіонаті ААФУ провів 23 матчі. Влітку 1993 року потрапив до столичного ЦСКА. На той момент команда грала у Другій лізі. У сезоні 1995/96 років ЦСКА виступало у Вищій лізі. Мацігура дебютував 15 жовтня 1995 року в матчі проти «Миколаєва» (0:0), Володимир вийшов на 34-й хвилині замість Сергія Дірявки. Потім грав за російський клуб «Ростсільмаш», у команді провів 4 роки і зіграв 68 матчів та забив 2 м'ячі. У 1999 році зіграв у футболці ростовського клубу 4 матчі (1 гол) у Кубку Інтертото. Влітку 2000 року перейшов у турецький «Коджаеліспор», але в лютому 2001 року був відрахований з клубу. Потім грав за київський «Арсенал». Влітку 2001 року перейшов до харківського «Металіста». Потім грав за «Волгар-Газпром» з Астрахані в 2003 році. У березні 2004 року перейшов у сумський «Спартак-Горобину». У 2005 році потрапив у казахстанський «Тараз». Також міг опинитися в краснодарській «Кубані». Незабаром керівництво змінилося, і Мацігура повернувся в Росію. Другу половину сезону провів у чемпіонаті Кубані в «Азовці» з Приморсько-Ахтарска. У 2006 році у нього були пропозиції від казахстанського «Атирау» й сімферопольської «Таврії».

## Кар'єра в збірній
У молодіжній збірній України дебютував 21 серпня 1993 року в матчі проти Іспанії (1:2). Всього в молодіжці провів 4 матчі.

## Тренерська кар'єра
Працював тренером у школі-інтернаті «Кубані» (команда 1997 року народження). Під керівництвом Володимира Мацігури й Сергія Дороша в 2010 році команда завоювала золоті медалі на Всеросійському турнірі «Російський берег».